# 歩兵第58連隊
歩兵第58連隊（ほへいだい58れんたい、歩兵第五十八聯隊）は、大日本帝国陸軍の連隊のひとつ。

## 沿革
- 1905年（明治38年）7月17日、第十五師団動員下令、編成される
  - 7月24日、動員完結、東京にて連隊の編成完了
  - 8月8日、軍旗拝受（初代聯隊長　渡辺祺十郎）

- 1907年（明治40年）10月、第15師団から第13師団へ所属変更、衛戍地も変更され高田へ転営
- 1908年（明治41年）11月23日、新潟県中頸城郡高田町に移転[1]
- 1911年（明治44年）1月12日、歩兵第58連隊営庭において、オーストリア陸軍のレルヒ少佐が14名の青年将校を対象にスキーの指導が行う
- 1913年（大正2年）、満州駐剳、遼陽に駐屯
- 1920年（大正9年）、シベリア出兵に従軍
- 1925年（大正14年）5月、宇垣軍縮により廃止
- 1937年（昭和12年）
  - 9月9日、第十三師団動員下令
  - 9月16日、軍旗拝受（第9代聯隊長　倉林公任）
  - 9月19日、動員完了
  - 10月、上海上陸

- 1938年（昭和13年）、徐州会戦に参加
- 1942年（昭和17年）12月、第13師団から所属変更、以後マレー半島の警備に就く
- 1943年（昭和18年）3月、第31師団に所属変更、ビルマへ移動する
- 1944年（昭和19年）
  - 3月15日、チンドウィン川の渡河を開始、インパール作戦に参加
  - 3月21日、ウクルルに突入、第3大隊はサンジャックまで追撃する。ここで1週間にわたり進撃が停滞する
  - 3月31日、連隊は師団主力を待たずにマオソンサンを攻撃する
  - 4月6日、コヒマの占領に成功する
  - 4月19日、連合国軍の反撃が開始され、これ以降苦戦し戦力を消耗する
  - 6月3日、第31師団は撤退を開始する

- 1945年（昭和20年）
  - 8月15日、大命により停戦命令下令
  - 8月22日、タトン県パアンにて軍旗奉焼

- 1946年 (昭和21年)
  - 7月14日、大竹に上陸
  - 7月15日、復員完結

- 1947年 (昭和22年) 5月13日、残留部隊復員完結

## 歴代連隊長
| 第一次 |            |                        |                    |
| 初     | 渡辺祺十郎 | 1905.7.17 - 1906.7.6   |                    |
| 2      | 堀内文次郎 | 1906.7.11 - 1911.9.6   | 中佐、1907.11.大佐 |
| 3      | 平野金六   | 1911.9.6 - 1913.9.30   |                    |
| 4      | 和田以時   | 1913.9.30 - 1916.11.15 |                    |
| 5      | 高津幾太郎 | 1916.11.15 - 1918.7.24 |                    |
| 6      | 竹内榮喜   | 1918.7.24 - 1920.8.10  |                    |
| 7      | 羽入三郎   | 1920.8.10 -            |                    |
| 8      | 小川恒三郎 | 1923.8.6 - 1925.5.1    |                    |
| 第二次 |            |                        |                    |
| 9      | 倉林公任   | 1937.9.10 -            |                    |
| 10     | 北村勝三   | 1939.8.1 -             |                    |
| 11     | 福永轉     | 1941.8.1 -             |                    |
| 末     | 稲毛譲     | 1944.10.5 -            |                    |